# Lucina da Costa Gomez-Matheeuws
Lucina da Costa Gomez-Matheeuws   (5 d'abril de 1929 - 7 de gener de 2017) va ser una política antillana holandesa pel Partit Popular Nacional (PNP). Va ser primera ministra de les Antilles Neerlandeses, lloc que el seu espòs Moises Frumencio fa Costa Gómez havia ocupat anteriorment, per poc temps el 1977. També va ser la primera dona a ocupar el càrrec. Anteriorment, va ser ministra de Salut i Medi Ambient, Benestar, Joventut, Esports, Cultura i Recreació (1970-1977).
Costa Gomez-Matheeuws va morir el 7 de gener de 2017 amb 87 anys.